# Ljubomir Radanović
Ljubomir Radanović (21 de juliol, 1960 a Iugoslàvia) fou un futbolista montenegrí que jugava de defensa.
Disputà l'Eurocopa 1984 amb la selecció de Iugoslàvia. El jugador és recordat pel seu gol de cap al darrer minut enfront Bulgària a Estadi Poljud de Split el 21 de desembre de 1983, que donà la classificació a la seva selecció per davant de Bulgària i Gal·les. El mateix 1984 guanyà la medalla de bronze a les Olimpíades de Los Angeles.